# Iowa (fiume)
L'Iowa (in inglese: Iowa River) è un affluente del Mississippi che attraversa lo Stato dell'Iowa negli Stati Uniti d'America.
È formato dalla confluenza di due rami: un ramo occidentale e uno orientale che nascono entrambi nella Contea di Hancock e che si riuniscono 40 km più a valle. Inizialmente scorre verso sud-est ed oltrepassa le città di Iowa Falls e Marshalltown. Nella Contea di Johnson si dirige verso sud e attraverso Iowa City. Una diga è stata costruita a nord della città, creando un lago artificiale. A sud di Iowa City, il fiume riceve due dei suoi principali affluenti: il fiume English e il Cedar, nella Contea di Louisa, prima della sua confluenza con il Mississippi.
Con una lunghezza di 482 km, è navigabile da Iowa City.